# Рушково (Сьредський повіт)
Рушково (пол. Ruszkowo, нім. Ruschkowo) — село в Польщі, у гміні Сьрода-Велькопольська Сьредського повіту Великопольського воєводства.
Населення — 203 особи (2011).
У 1975-1998 роках село належало до Познанського воєводства.

## Демографія
Демографічна структура станом на 31 березня 2011 року:
|          | Загалом | Допрацездатний вік | Працездатний вік | Постпрацездатний вік |
| -------- | ------- | ------------------ | ---------------- | -------------------- |
| Чоловіки | 104     | 26                 | 69               | 9                    |
| Жінки    | 99      | 15                 | 64               | 20                   |
| Разом    | 203     | 41                 | 133              | 29                   |